# NGC 3873
NGC 3873 (другие обозначения — UGC 6735, MCG 3-30-106, ZWG 97.137, KCPG 300A, PGC 36670) — эллиптическая галактика (E) в созвездии Лев, расстояние до которой оценивается приблизительно в 300 миллионов световых лет. Этот объект входит в число перечисленных в оригинальной редакции «Нового общего каталога».
Галактика NGC 3873 входит в состав группы галактик NGC 3861. Помимо NGC 3873 в группу также входят ещё 14 галактик.

## Характеристики
NGC 3873 можно наблюдать на ночном небе в западной части созвездия Льва, недалеко от границы с созвездием Волос Вероники. Галактика имеет видимую звёздную величину 13,85, поэтому она доступна для наблюдений лишь в телескоп. Она была открыта немецким астрономом Генрихом Луи Д’Арре 8 мая 1864 года. NGC 3873 гравитационно связана с галактикой NGC 3875, образуя пару. Они обе также входят в Скопление Льва (Abell 1367), которое совместно со скоплением Волос Вероники является одним из двух основных скоплений в сверхскоплении Волос Вероники.
В NGC 3873 была зарегистрирована сверхновая SN 2007ci, принадлежащая к типу Ia, т.е. являющаяся результатом взрыва белого карлика. Она была открыта астрономами-любителями Тимом Пакеттом (англ. Tim Puckett) и Т. Кроули (англ. T. Crowley) 15 мая 2007 года.